# Mirax heinrichi
Mirax heinrichi är en stekelart som beskrevs av Papp 1989. Mirax heinrichi ingår i släktet Mirax och familjen bracksteklar. Inga underarter finns listade i Catalogue of Life.